# Madrasostes feae
Madrasostes feae är en skalbaggsart som beskrevs av Raffaello Gestro 1899. Madrasostes feae ingår i släktet Madrasostes och familjen Hybosoridae. Inga underarter finns listade i Catalogue of Life.